# Kochkraft durch KMA
Kochkraft durch KMA ist eine deutsche New Wave beziehungsweise Post-Punk-Band aus Nordrhein-Westfalen.

## Bandgeschichte
Kochkraft durch KMA gründen sich Ende 2014 um Lana Giese (Sängerin), Andreas Klees (Gitarre, Songschreiber, Produzent), Beray Habip (Schlagzeug, Produzent) und David Trapp (Bass, Synths, Produzent).
2015, nach einer ersten Tour, veröffentlicht die Band die beiden EPs Volle Pulle! und Noch Mehr Hits ! ! 11!. 2018 erschien auf dem Independent-Label Kick the Flame das Debütalbum Endlich Läuse!
2022 inszeniert die Band das Charity-Projekt Cock am Ring, bei dem Bands mit FLINTA+-Beteiligung Songs von Männerbands aus dem LineUp von Rock am Ring covern. Aus dem Sampler entstand schließlich ein eigenes Festival in Münster, das 2022 stattfand.
Im September 2022 folgt das Album Alle Kinder sind tot auf Uncle M. Im Anschluss tourt die Band mit Team Scheisse und Kettcar. Später wird die Band vom Hamburger Label Grand Hotel van Cleef unter Vertrag genommen. Dort erschien 2025 das Album Hardcore Never Dies Das. Das Album erreicht in der Veröffentlichungswoche Platz 38 der deutschen Charts. Laut.de beschreibt dieses "bislang ausgereifteste" Album als "radikal, eingängig, überdreht und gleichzeitig schmerzlich relevant" sowie als "ein Soundtrack für alle, die tanzen wollen, obwohl (oder gerade weil) die Welt brennt".

## Stil
Musikalisch verwendet die Band unterschiedliche Stilmerkmale, unter anderem aus dem New Wave, der Neuen Deutschen Welle, dem Synthie-Rock sowie dem Punk beziehungsweise Post-Punk. Textlich bewegt sich die Band zwischen Dada-Texten und ironischem Punk. Die Texte setzen sich mit der Punk- und Musikszene auseinander, sind aber auch gesellschaftskritisch und feministisch. Die Band steht der FLINTA+-Bewegung nahe.

## Diskografie

### Alben
- 2018: Endlich Läuse (Kick the Flame)
- 2022: Alle Kinder sind tot (Uncle M)
- 2025: Hardcore Never Dies Das (Grand Hotel van Cleef)

### EPs
- 2015: Volle Pulle! (Selbstverlag)
- 2015: Noch Mehr Hits ! ! 11! (Selbstverlag)
- 2016: Kommando Pappenheimer (Kick the Flame)

### Split-Veröffentlichungen
- 2021: Was geht los da rein? / Oh Gott (MP3-Stick mit Leitkegel, Selbstverlag)
- 2024: Mein Hund heißt wie du! (Split-7’’ mit Team Scheisse, Grand Hotel Van Cleef)